# Yitán Tribal
Yitán Tribal (ジタン・トライバル Jitan Toraibaru?) o Zidane Tribal (Versión inglesa) es un personaje ficticio del universo Final Fantasy y protagonista principal de Final Fantasy IX.

## Historia
Yitán es una persona de clase baja y un ladrón, que pertenece a la banda teatral Tantalus. La banda planea secuestrar a Garnet, la hija de la reina Brahne, soberana de Alexandría. 
Yitán es extrovertido y muy activo, cosa que molesta a Steiner, el "guardaespaldas" de Garnet. Yitán no sabe dónde nació: sólo recuerda una luz azul intensa. La banda Tantalus lo adoptó cuando él era solo un crío. Yitán tiene 16 años por lo que, al igual que Vivi, todavía es un chico, aunque por su forma de ser, su actitud ante la vida y a pesar de que es un mujeriego empedernido, demuestra mucha madurez. Una de sus peculiaridades es que tiene cola.
Otra de sus cualidades es una extraña obsesión por ayudar a los demás, especialmente a sus amigos. Tanto es así que en la tercera parte del juego (CD3), sin alma o al menos él cree que la ha perdido ante Garland (creador de los "genomas", raza a la que pertenece Yitán), llega a darse cuenta de que todo lo que tiene son sus amigos, a los cuales, nunca perderá así por así, imponiéndose así a la Tiniebla Eterna (jefe final de este juego) y no dejándola eliminar el precioso mundo en el que vive.
Tiene una hermana y un hermano, provenientes también del planeta del que vino . Este último, Kuja, celoso del propósito que debería cumplir su hermano, lo lanzó más allá de los extremos de Terra (su planeta natal), haciéndolo caer en Gaia donde lo encontró Bakú, líder de la banda Tantalus.

## Habilidades
- Pirarse  (Flee): El grupo huye del combate.
- Rayos X (Scan): Muestra los objetos que le puedes robar al enemigo.
- (¿¡Qué es eso!?) (What's That!?): Permite cambiar a todos los enemigos de ataque frontal y ponerlos en ataque por la espalda.
- Activar arma (Soul Blade): Causa el estatus de un arma a un enemigo.
-  CausaMolestia (Annoy): Causa el estado Molestia a un enemigo.
- Inmolación (Sacrifice): Yitán se sacrifica para devolver VIT y MP al grupo.
- Súper 7 (Lucky 7): Causa daño a un enemigo. El daño aumenta si se usa más veces en una misma batalla.
- Truco de caco (Thievery): Causa daño físico a un enemigo.

## Armas
Yitán utiliza como arma dos dagas, pudiendo forjar y unir dos de ellas creando un sable de dos hojas.
| Arma             | Ataque | Habilidad                | Trance                  | Estatus oculto |
| ---------------- | ------ | ------------------------ | ----------------------- | -------------- |
| Dos Dagas        | 12     | Pirarse                  | Energía libre           | ---            |
| Matamagos        | 14     | Pirarse, Rayos X         | Energía libre, Infierno | Mudez          |
| Dagas de mitrilo | 18     | Arte de Ladrón           | ---                     | ---            |
| Sable Mariposa   | 21     | ¡¿Qué es eso?!, Mi héroe | Aros cósmicos           | Mudez          |
| Organix          | 24     | Activar Arma             | Debacle                 | Ceguera        |
| Gladius          | 30     | CausaMolestia, Súper 7   | Sutra 5, Solución 9     | Freno          |
| Exploder         | 31     | Inmolación, Súper 7      | Sacudida, Solución 9    | Molestia       |
| Sable rúnico     | 37     | Súper 7                  | Solución 9              | Veneno         |
| Kukri            | 42     | Pirarse                  | Energía libre           | ---            |
| Aliento de ángel | 42     | Truco de caco            | Luminaria               | Confusión      |
| Monoplátana      | 53     | CausaMolestia            | Sutra 5                 | Piedra         |
| Masamune         | 62     | Inmolación               | Sacudida                | Condena        |
| Orichalcum       | 75     | Rayos X                  | Energía libre           | ---            |
| La Torre         | 87     | Truco de Caco            | Luminaria               | Mínimo         |
| Arma Artema      | 100    | Pirarse                  | Energía libre           | Sueño          |

## Trance
El trance es un estado límite de Final Fantasy IX, donde el personaje se envuelve con un aura  y permite, durante un corto espacio de tiempo determinado por los turnos y las habilidades usadas, realizar mejores técnicas sustituyendo durante ese tiempo otro de los comandos.
Las habilidades trance de Yitán son las siguientes:
- Energía libre (Free Energy)
- Infierno (Tidal Flame)
- Aros cósmicos (Scoop Art)
- Debacle (Shift Break)
- Sutra 5 (Stellar Circle 5)
- Sacudida (Meo Twister)
- Solución 9 (Solution 9)
- Luminaria (Grand Lethal) (En referencia al juego Chrono Trigger, que si bien no es de la saga, es de la misma empresa).

## Otras Apariciones
- Dissidia: Final Fantasy: Aparece junto a Kuja, como representantes de Final Fantasy IX.
- Final Fantasy Record Keeper: Es uno de los personajes a liberar como representante de Final Fantasy IX. Junto a Garnet, Steiner, Viví, Eiko, Beatrix, Freija, Quina, Amarant y Kuja.

- Datos: Q1424180
- Multimedia: Zidane Tribal / Q1424180